# Prazosina
La prazosina es un fármaco simpaticolítico utilizado principalmente para tratar la hipertensión. Otras indicaciones incluyen la insuficiencia cardiaca congestiva, la prevención del fenómeno de Raynaud, trastornos de la micción debida a la hiperplasia prostática benigna, ansiedad y para el tratamiento de las pesadillas del trastorno de estrés postraumático.
El fármaco es un antagonista alfa-adrenérgico específico de los receptores alfa-1. Estos receptores se encuentran en el músculo liso vascular, donde son responsables de la vasoconstricción llevada a cabo por la norepinefrina. También se encuentran a lo largo del sistema nervioso central. En el 2013, la patente de la Prazosina expiró, y la FDA ha aprobado la comercialización como genérico.
Además de la actividad alfa bloqueante, la prazosina es un antagonista del receptor de melatonina MT3 (no presente en humanos), cuya selectividad está por encima de los receptores MT1 y MT2.

## Farmacocinética
La prazosina oral se absorbe muy bien y su biodisponibilidad es de 50 a 70%. En término de 1 a 3 horas. después de una dosis oral suelen alcanzarse concentraciones máximas de la prazosina en plasma. El fármaco se une con firmeza a las proteínas plasmáticas, y queda sólo un 5% libre en a circulación (en particular a la glucoproteína ácida alfa-1); las enfermedades que modifican la concentración de esta proteína (p.ej., cuadros inflamatorios) pueden cambiar dicha fracción libre. El fármaco es metabolizado de manera extensa en el hígado, y por los riñones y se excreta poca cantidad de medicamento original sin cambios. La semivida plasmática es de unas 3 horas. La duración habitual de la acción del fármaco es de 7 a 10 horas en el tratamiento de la hipertensión.[cita requerida]

## Farmacodinamia
Los receptores adrenérgicos α median muchas de las acciones importantes de las catecolaminas endógenas. Las respuestas clínicas comprenden la contracción mediada por los receptores α-1 de músculo de fibra lisa de arterias, venas y vísceras.
El antagonismo de los receptores α-1 inhibe la vasoconstricción inducida por catecolaminas endógenas; puede haber dilatación a nivel de los vasos de resistencia arteriolares y de las venas. El resultado es la disminución de la presión arterial al decrecer la resistencia periférica. La magnitud de dichos efectos depende de la actividad del sistema nervioso simpático en el momento que se administra el antagonista, y por tal razón es menor en sujetos en decúbito supino que en erectos, y es en particular notable si hay hipovolemia.
La afinidad de la prazosina por los receptores α-1 es unas 1000 veces mayor que la que tiene por los receptores adrenérgicos α-2. En un principio, se creó como un inhibidor relativamente potente de las fosfodiesterasas de nuleótidos cíclicos. Actualmente se sabe que los principales efectos de la prazosina suceden en arteriolas y venas, disminuyendo la resistencia vascular periférica y a diferencia de otros productos vasodilatadores, la prazosina en general no acelera la frecuencia cardíaca. Dado que la prozasina tiene escaso o nulo efecto de bloqueo de los receptores α-2 en las concentraciones que se alcanza clínicamente, es probable que no estimule la liberación de norepinefrina procedente de las terminaciones de nervios simpáticos en el corazón.[cita requerida]
Por otro lado, la prazosina disminuye la precarga cardíaca, por lo que tiene poca tendencia a aumentar el gasto y la frecuencia cardíacos. También deprime la función barorrefleja en sujetos hipertensos.
La prazosina es un activo oral y tiene un efecto mínimo en la función cardíaca debido a la selectividad sobre el receptor alfa-1. Sin embargo cuando la prazosina comienza a actuar, la frecuencia cardíaca y la contractibilidad del corazón aumentan para mantener las presiones sanguíneas previas al tratamiento, porque el cuerpo ha logrado un estado de homeostasia en su presión atípicamente elevada. El descenso de la presión sanguínea se hace patente cuando el tratamiento con prazosina se prolonga en el tiempo. La frecuencia cardíaca y la contractibilidad disminuyen a lo largo del tiempo y la presión sanguínea también desciende.

## Uso médico
Las características antihipertensivas de la prazosina la hacen el tratamiento de segunda elección para el tratamiento de la hipertensión arterial. Esta, y otros fármacos similares de esta categoría tienden a producir efectos favorables en los lípidos séricos de los seres humanos al disminuir las lipoproteínas de baja densidad (LDL) y los triacilgliceroles (TAG), al tiempo que aumentan las concentraciones de lipoproteínas de alta densidad (HDL). Es posible que la prazosina tenga efectos en el crecimiento celular que no guarden relación con el antagonismo de los receptores α-1.[cita requerida]
Antagonizar las acciones de los receptores alfa-1 alivia algunos de los síntomas de la hiperplasia prostática benigna (BPH). El antagonismo de los receptores alfa-1 permite la relajación de los músculos de fibra lisa y aminora la resistencia a la expulsión de orina. Los tejidos de la próstata y las vías urinarias bajas presentan una proporción alta de receptores alfa-1a.[cita requerida]
La prazosina resulta prometedora como tratamiento farmacológico para el tratamiento de la dependencia por alcohol tras un estudio piloto llevado a cabo en 2009. Una fase II de mayor tamaño se está llevando a cabo.
El medicamento está comúnmente recomendado para picaduras severas del escorpión rojo indio, Hottentotta tamulus, en el subcontinente indio.

## Efectos adversos
Los efectos adversos de la prazosina incluyen hipotensión ortostática, síncope y congestión nasal. Los dos primeros, están asociados a la pobre habilidad del cuerpo para controlar la presión sanguínea sin activar los reflejos adrenérgicos. Los pacientes en tratamiento con prazosina deben procurar no levantarse demasiado rápido, ya que su pobre reflejo barorreceptor podría causarles desmayos debido a que su presión sanguínea no se mantiene al levantarse. La congestión nasal se debe a una dilatación de los vasos de la mucosa nasal.
Un fenómeno asociado a la prazosina es conocido como efecto de la primera dosis, en el que los efectos adversos del medicamento, especialmente la hipotensión ortostática y desvanecimientos, son más pronunciados con la primera dosis.[cita requerida]
Un efecto secundario muy raro es el priapismo, producido por la vasodilatación al antagonizar el receptor alfa 1.
Otro efecto secundario posible es las ensoñaciones mientras permaneces despierto, alucinaciones e insomnio (ver oneirofrenia).[cita requerida]